# 芦屋市立精道小学校
芦屋市立精道小学校（あしやしりつ せいどうしょうがっこう）は、兵庫県芦屋市精道町にある公立小学校。

## 沿革
- 1872年（明治5年）9月 - 西芦屋安楽寺に菟原郡芦屋小学校として開校。
- 1874年（明治7年） - 現在の開森橋西詰に校舎1棟3教室を新築し移転。
- 1886年（明治19年） - 菟原郡第9番学区精道小学校と改称し、現在地に移転。
- 1890年（明治23年） - 菟原郡第番学区精道尋常小学校と改称。
- 1899年（明治32年） - 精道尋常高等小学校と改称。
- 1927年（昭和2年） - 精道第一尋常高等小学校と改称。
- 1934年（昭和9年） - 精道尋常小学校と改称。
- 1941年（昭和16年） - 国民学校令により、芦屋市立精道国民学校と改称。
- 1945年（昭和20年） - 戦火により鉄筋校舎1棟と市役所前2階建木造校舎を残し消失。
- 1947年（昭和22年） - 学制改革により、芦屋市立精道小学校と改称[1]。
- 1948年（昭和23年） - 鉄筋校舎西側に木造2階建校舎新築。
- 1949年（昭和24年） - 鉄筋校舎南側に木造2階建校舎新築。
- 1952年（昭和27年） - 講堂ならびに階下5教室（鉄筋）新築。創立80周年記念式挙行。
- 1955年（昭和30年） - 南校舎西部新築。
- 1959年（昭和34年） - 放送施設改装。
- 1960年（昭和35年） - プール新設。音楽備品充実。
- 1961年（昭和36年） - 障害児学級設置。
- 1962年（昭和37年） - 各教室にテレビを設置し、スタジオから校内テレビ放送開始。
- 1964年（昭和39年） - 家庭教室、オリンピック花壇（体育館西側）、防音林地帯設置。
- 1966年（昭和41年） - みどり学級併設。
- 1968年（昭和43年） - 鉄筋校舎増築（南校舎中央部）。
- 1969年（昭和44年） - 鉄筋校舎増築（南校舎東部）。
- 1970年（昭和45年） - 鉄筋校舎増設（北校舎、給食室、便所棟、倉庫棟）。
- 1971年（昭和46年） - 第2阪神国道騒音防止壁設置。
- 1972年（昭和47年） - 百周年記念式典挙行。百年園、大壁画、藤棚、記念塔（タイムカプセル収納）等設置。
- 1975年（昭和50年） - 南校舎防音窓、空気清浄装置設置。
- 1977年（昭和52年） - 講堂を体育館に改装。（空気清浄装置付）空調機械室増築。
- 1980年（昭和55年） - みどり学級を潮見小学校に移管。
- 1982年（昭和57年）4月[2] - 打出浜小学校新設に伴い宮川・宮塚・呉川3町の一部児童を宮川小学校へ分離。
- 1983年（昭和58年） - 運動場・体育倉庫改修。
- 1984年（昭和59年） - 北校舎（旧鉄筋）3教室改修。精道コミュニティースクール発足。
- 1985年（昭和60年） - 北校舎5教室改修。
- 1986年（昭和61年） - プール洗体漕・更衣室設置。
- 1987年（昭和62年） - 体育館下教室改修。
- 1988年（昭和63年） - 第1音楽室改修。
- 1995年（平成7年）1月17日 - 5時46分頃に発生した兵庫県南部地震（阪神・淡路大震災）により、8名の児童が犠牲になり、この日から14日間臨時休校となる。また、学校は避難所となる。
- 1996年（平成8年） - 震災慰霊碑を建立。震災一周年追悼式を実施。震災記録集「祈」を発行。
- 1998年（平成10年） - 図書室を南校舎へ移転。震災資料室を設置。
- 2001年（平成13年）4月25日 - 天皇・皇后を迎えての防災学習実施。
- 2002年（平成14年）10月4日 - 創立130周年記念式典を挙行。宇宙飛行士の星出彰彦による記念講演開催。校舎全面改修が再度決定する。
- 2005年（平成17年）
  - 2月 - 旧鉄筋、一部解体工事開始。
  - 4月 - 第1期新校舎・別棟工事開始。
  - 11月 - 第1期新校舎・別棟完成。
  - 時期不明 - 南東校舎解体、第2期新校舎工事開始。
- 2006年（平成18年） - 第2期新校舎完成。南西校舎解体、第3期新校舎工事開始。
- 2007年（平成19年） - 新校舎が完成し、新校舎を祝う会開催。
- 2009年（平成21年） - 80年坂および学習園改修。
- 2010年（平成22年）1月17日 - 震災15周年追悼式開催。
- 2011年（平成23年） - 石巻市立山下小学校6年生との交流会。
- 2014年（平成26年） - 石巻市立大川小学校6年生との交流会。
- 2015年（平成27年） - 震災20年追悼式開催。
- 2022年（令和4年）11月28日 - 創立150周年記念式典挙行。
- 2025年（令和7年）1月17日 - 震災30年「1.17追悼式」開催。

## 通学区域と進学先中学校
出典

### 通学区域
- 茶屋之町、大桝町、公光町、川西町、津知町、竹園町、精道町、浜芦屋町、平田北町、伊勢町、松浜町、平田町
  - なお、前田町・清水町（本来は芦屋市立山手小学校の校区である）在住の場合、市の教育委員会に届け出る事で、当校に通学が可能になる場合がある[4]。

### 進学先中学校
公立中学校に進学する場合
- 芦屋市立精道中学校

## 学校周辺
芦屋市中心部に位置する。
- 芦屋市消防本部 - 敷地が隣接。
- 芦屋市役所
  - 東館 - 敷地が隣接。
  - 分庁舎 - 敷地が隣接。
  - 本庁舎
- 芦屋市立精道こども園 - 芦屋市道をはさんで敷地が隣接。また進学前こども園のひとつ。
- 兵庫県道344号奥山精道線
- 国道43号線
- 阪神高速3号神戸線
- 阪神電鉄本線芦屋駅

## アクセス
- 阪神本線芦屋駅（東出口2）から、徒歩約310m・約5分。
  - なお、駅から学校敷地は近いが、道路と校門設置箇所（精道こども園寄り）の関係で、やや遠廻りとなる。
- 阪急バス「阪神芦屋」バス停から、徒歩約335m・約5分。
  - なお、「阪神芦屋」バス停も、バス停から学校敷地は近いが、道路と校門設置箇所の関係で、やや遠廻りとなる。

## 通学区域が隣接している学校
- 芦屋市立潮見小学校
- 芦屋市立宮川小学校
- 芦屋市立山手小学校
- 神戸市立東灘小学校
- 神戸市立本庄小学校 - 海を挟んで隣接。